# Pascal-Raphaël Ambrogi
 (février 2021).
Pour les articles homonymes, voir Ambrogi.
Pascal-Raphaël Ambrogi, né le 29 novembre 1963 à Gais en Suisse, est un haut fonctionnaire et écrivain français.

## Biographie

### Formation
Pascal-Raphaël Ambrogi est diplômé d'études supérieures spécialisées en droit public et science politique, d'études approfondies en philosophie et de l'École pratique des hautes études en histoire.

### Carrière
Administrateur de l'Etat, Inspecteur général de l'Éducation nationale, du Sport et de la Recherche, il est depuis 2014, haut fonctionnaire chargé de la terminologie et de la langue française au ministère de l'Éducation nationale, de l'Enseignement supérieur et de la Recherche. Capitaine de vaisseau de la réserve militaire dans la Marine nationale. Il est membre du conseil supérieur des programmes depuis 2020.
Membre des cabinets ministériels de Jacques Barrot (Affaires sociales), de Jean-Pierre Soisson (Travail, emploi, formation professionnelle et Agriculture) et de Brice Lalonde (Environnement), et secrétaire général du groupe du Rassemblement démocratique et social européen au Sénat de 1995 à 2008, il a notamment travaillé sous la présidence de Guy-Pierre Cabanel, de Jacques Pelletier et de Pierre Laffitte.
Outre ses fonctions au sein de différents cabinets ministériels, il exerça parallèlement diverses responsabilités : en 1993, il est chargé de mission au ministère de l'Agriculture sur le thème des « perspectives de maintien et de développement de l'élevage du cheval afin d'assurer l'entretien des espaces naturels, la protection de l'environnement et le développement du tourisme vert lié à l'agriculture ». D'octobre 1999 à octobre 2006, il fut chargé d’enseignement à l'Université Panthéon-Assas en DESS de droit parlementaire. Il fut également, de 2014 à 2024, représentant officiel de l'ordre souverain de Malte auprès de l'Organisation internationale de la francophonie. Pascal-Raphaël Ambrogi est également membre du Centre d'Études et de Prospectives Stratégiques et sociétaire de la société des gens de lettres, sociétaire de l'association des écrivains catholiques. Il est membre (sixième section) de l'Académie catholique de France. Il est membre du conseil d'administration et du conseil scientifique de la Fondation de la Mer dont il pilote les programmes pédagogiques. Il est membre du conseil d'administration du think tank Le cercle polaire dont Michel Rocard et Robert Hawke furent les présidents fondateurs, et aujourd'hui présidé par Laurent Mayet.Il est ancien auditeur de l'Institut des hautes études pour la science et la technologie (IHEST), promotion 2010-2011. L'Académie française lui a décerné le prix Georges Dumézil 2025 (littérature et philologie).

## Œuvres
- Le Soleil est revenu, roman, éditions Séguier, Paris, 1998.
- Buffet et l’avènement de la Troisième République, essai, aux éditions Atlantica, Paris, 1999.
- Les Errants de la route, roman, éditions Séguier, Paris, 2000.
- Les hommes naissent, souffrent et meurent, roman, éditions Séguier, Paris, 2002.
- Sénateurs, 1891-2001, Dictionnaire des Parlementaires de la Gauche Démocratique, essai, éditions Atlantica, en collaboration avec J.P. Thomas, Paris, 2001. Prix Claude Berthault de l’Institut de France sur proposition de l’Académie des Sciences morales et politiques.
- Particularités et finesses de la langue française, éditions Chiflet, Hugo & Cie, Paris, 2005 ; nouvelle édition revue et augmentée, éditions 10-18, 2007.
- Le Sens chrétien des mots, Noms propres et communs du catholicisme, éditions Tempora, 2008.
- Dictionnaire encyclopédique de Marie, en collaboration avec Dominique Le Tourneau, éditions Desclée de Brouwer, 2015.
- Dictionnaire du bon usage au service du sens et de la nuance, éditions Honoré Champion, 2015.
- Dictionnaire encyclopédique de Jeanne d'Arc, en collaboration avec Dominique Le Tourneau, éditions Desclée de Brouwer, 2017.
- Dictionnaire culturel du christianisme, éditions Honoré Champion, Paris, 2021[6].
- Dictionnaire culturel de la mer et de la marine, éditions Honoré Champion, Paris, 2024.

## Distinctions
- Chevalier de la Légion d'honneur en 2008[7]
- Officier de l'ordre national du Mérite.
  - Officier du 11 juin 2015[8]
- Officier de l'ordre des Palmes académiques
- Officier de l'ordre du Mérite agricole
- Officier de l'ordre du Mérite maritime (2024)[8]
- Chevalier de l'ordre des Arts et des Lettres
- Médaille des réservistes volontaires de défense et de sécurité intérieure, or
- Commandeur de l'ordre pro Merito Melitensi (Ordre souverain de Malte)